# San Vicente (vulcano)
Il vulcano San Vicente, chiamato in nahuatl (lingua locale) Chinchontepec Montagna dei due seni, è un vulcano esplosivo nel Salvador posto tra i dipartimenti di San Vicente e La Paz, alto 2182 m con la sua vetta più alta e 2083 m con la minore; è attualmente spento.
Nel versante sud, alla base del vulcano, sono presenti sorgenti di acque termali, chiamate piccolo inferno, per le colonne di vapore acqueo e solfureo che emanano. 
Nonostante il vulcano sia attualmente spento la sua pericolosità è dovuta a colate di fango che periodicamente si verificano in occasione di forti precipitazioni. Le pendici, costituite in gran parte da ceneri, risultano particolarmente instabili e soggette a colate che recentemente hanno provocato anche vittime.